# Nephrotoma inconsequens
Nephrotoma inconsequens är en tvåvingeart som beskrevs av Alexander 1936. Nephrotoma inconsequens ingår i släktet Nephrotoma och familjen storharkrankar. Inga underarter finns listade i Catalogue of Life.